# チェゼーナ
チェゼーナ（伊: Cesena）は、イタリア共和国エミリア＝ロマーニャ州にある都市であり、その周辺地域を含む人口約96,000人の基礎自治体（コムーネ）。フォルリ＝チェゼーナ県の県都の一つ（もう一つはフォルリ）で、県内ではフォルリに次ぐコムーネ人口を有する。
古代以来の歴史を持つ都市で、ルネサンス期にはマラテスタ家のもとで繁栄し、ヨーロッパ最古の市民図書館とされるマラテスティアーナ図書館が開設された。18世紀から19世紀にかけて3人の教皇を輩出している。

## 地理

### 位置・広がり
フォルリ＝チェゼーナ県東部に位置する。フォルリと並んで、フォルリ＝チェゼーナ県の県都である。

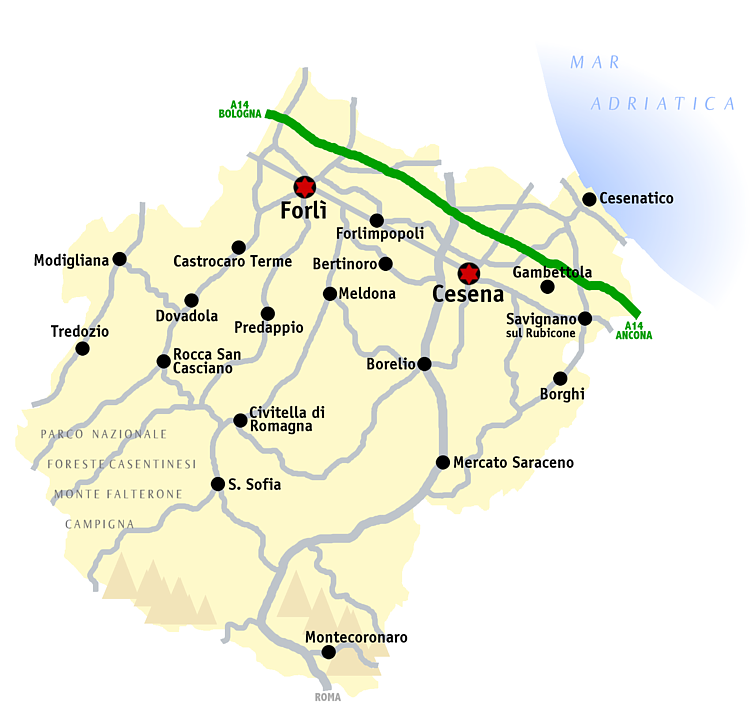
フォルリ＝チェゼーナ県概略図

#### 隣接コムーネ
隣接するコムーネは以下の通り。括弧内のRAはラヴェンナ県所属を示す。
- ベルティノーロ
- チェルヴィア (RA)
- チェゼナーティコ
- チヴィテッラ・ディ・ロマーニャ
- ガンベットラ
- ロンジャーノ
- メルドラ
- メルカート・サラチェーノ
- モンティアーノ
- ラヴェンナ (RA)
- ロンコフレッド
- サルシナ

### 気候分類・地震分類
チェゼーナにおけるイタリアの気候分類 (it) および度日は、zona E, 2130 GGである。
また、イタリアの地震リスク階級 (it) では、zona 2 (sismicità media) に分類される。
- 空撮
- ポポロ広場 (Piazza del popolo)
- マラテスティアーナ城からの市街の眺め

## 歴史

### 古代
チェゼーナはもともとウンブリ人やエトルリア人の町で、Caesena の名で呼ばれていた。ガリア人が短期間支配下に置いたのち、紀元前3世紀にローマ人（共和政ローマ）の手に渡った。戦略的に重要な兵営都市としての役割を果たし、マリウスとスッラの戦争に際して破壊された。大プリニウスはチェゼーナの葡萄酒が最も美味であると言及している。

### 中世

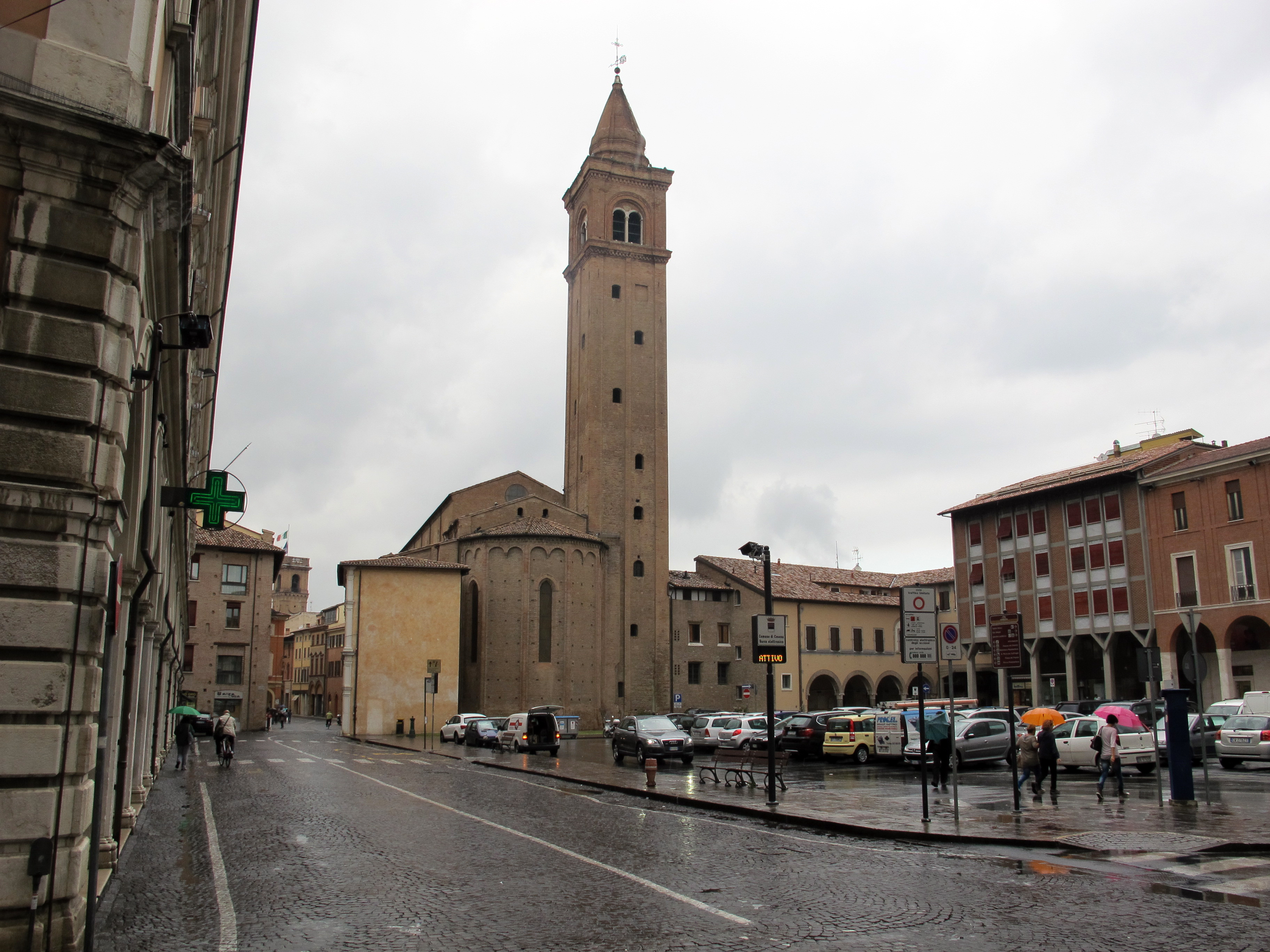
ドゥオーモ

中世初期には、東ローマ帝国のラヴェンナ総督領と、ランゴバルド王国の国境の都市であった。754年にフランク王国のピピン3世がこの地を征服し、ローマ教皇に寄進された（ピピンの寄進）。教会領となったのちは教皇直轄領になったりラヴェンナ大司教領になったりが繰り返され、12世紀後半には短期間ながら市民共和国が成立（1183年 – 1198年）、その後は教皇と神聖ローマ皇帝の間で長きにわたる争奪が繰り広げられた。オルデラッフィ家 (it:Ordelaffi) が短期間支配したが、1357年にはアルボルノス枢機卿 (Gil Álvarez Carrillo de Albornoz) 率いる教皇軍による長い攻囲戦の末にその支配は終焉を迎えた。この戦いでは、チア・オルデラッフィ (it:Cia Ordelaffi) （フォルリの僭主フランチェスコ2世 (it:Francesco II Ordelaffi) の夫人）の奮戦が伝えられている。
八聖人戦争中の1377年、コムーネ（市民共同体）はささやかな反乱をおこした。この反乱はロベール・ド・ジュネーヴ枢機卿（のちの対立教皇クレメンス7世）の指揮の下、傭兵隊長ジョン・ホークウッド（ジョバンニ・アクート）が率いるブルトン人部隊によって鎮圧された。この際、教皇グレゴリウス11世の教皇特使としてふるまったジョン・ホークウッドは、2500人ないし5000人と言われる市民を殺害した。当時の戦争法でも残虐行為とみなされたこの一件は非難を浴び、司令官であったロベールは「チェゼーナの虐殺者」（Boia di Cesena）の汚名で呼ばれることとなった。その後、この都市は教皇ウルバヌス6世からガレオット1世・マラテスタ (Galeotto I Malatesta) に与えられた。

### 近世

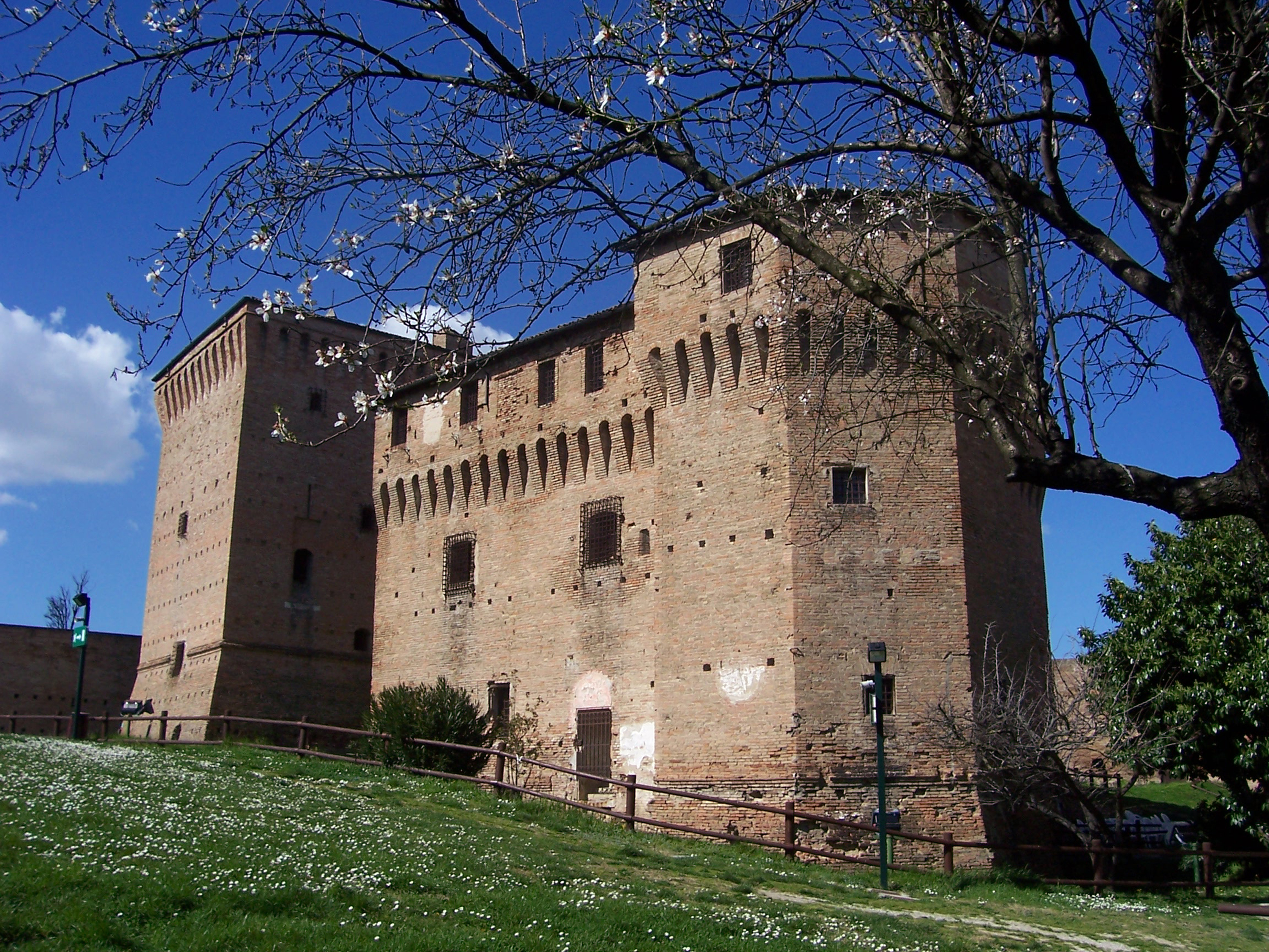
マラテスティアーナ城

マラテスタ家 (it:Malatesta) がこの都市を統治した1379年から1465年にかけて、チェゼーナは復興し、繁栄を遂げた。都市を見下ろす丘の上には城が再建された（マラテスティアーナ城 (Rocca Malatestiana) ）。「マラテスタ・ノヴェッロ」（Malatesta Novello）ことドメニコ・マラテスタ (it:Domenico Malatesta) が城の近くに開設したマラテスティアーナ図書館は、ルネサンス期の図書館の好例であり、多くのすぐれた写本を所有した。
1465年にノヴェッロが没すると、チェゼーナは再び教皇領に戻った。1500年にはチェーザレ・ボルジアがこの都市を手に入れ、短命に終わった彼のロマーニャ公国の首都となった。

### 近代・現代
その後のチェゼーナは、教皇領の地方都市の一つとなった。18世紀後半から19世紀前半にかけての教皇を長く務めたピウス6世とピウス7世がチェゼーナの生まれであり、またピウス8世がチェゼーナ司教を務めていたことから、「三教皇の都市」（Città dei tre Papi）の名で呼ばれた。
ピウス6世（在位：1775年 - 1799年）・ピウス7世（在位：1800年 - 1823年）の時代はナポレオン戦争の時代である。当地はフランスによって占領されてチザルピーナ共和国（のちイタリア共和国を経てイタリア王国）の一部となり、数多くの修道院や教会が特権を剥奪された。ピウス6世の友人で教皇の座と名を継いだピウス7世は、皇帝ナポレオンと激しく対立し、ナポレオン没落後は教皇国家の復活に手腕を発揮した。
19世紀後半、市民の中にはイタリア統一運動で顕著な役割を果たす者もいた。 
第二次世界大戦において、アペニン山脈に築かれたゴシック線に近いこの都市は、激しい爆撃を受けた。
1992年にフォルリ県からリミニ県が分割された際、この都市はフォルリと並ぶ県都に位置付けられ、県名も「フォルリ＝チェゼーナ県」に改められた。

## 行政

### 分離集落
チェゼーナには、以下の分離集落（フラツィオーネ）がある。
- Acquarola, Aie, Bagnile, Borello, Borgo delle Rose, Borgo di Ronta, Borgo Paglia, Botteghino, Budrio, Bulgaria, Bulgarnò, Calisese, Calabrina, Capannaguzzo, Carpineta, Casalbono, Casale, Case Castagnoli, Case Frini, Case Gentili, Case Missiroli, Case Scuola Vecchia, Celincordia, Celletta, Diegaro, Formignano, Gattolino, Gualdo, Il Trebbo, Lizzano, Luogoraro, Luzzena, Macerone, Madonna dell'Olivo, Martorano, Massa, Molino Cento, Monte Aguzzo, Monte Vecchio, Montereale, Monticino, Oriola, Osteria di Piavola, Paderno, Pievesestina, Pioppa, Ponte Abbadesse, Ponte Pietra, Pontecucco, Provezza, Rio Eremo, Rio Marano, Ronta, Roversano, Ruffio, Saiano, San Carlo, San Cristoforo, San Demetrio, San Giorgio, San Mamante, San Martino in Fiume, San Matteo, San Mauro in Valle, San Tomaso, San Vittore, Santa Lucia, Sant'Andrea in Bagnolo, Settecrociari, Tessello, Tipano, Torre del Moro, Trebbo, Valdinoce, Villa Calabra, Villa Casone

## スポーツ

### サッカー
サッカークラブチームACチェゼーナの本拠地である。ホームスタジアムはスタディオ・ディノ・マヌッツィ。1940年設立されたクラブで、1970年代以来しばしばセリエA（1部リーグ）への昇格と降格を繰り返している。2013-14シーズンはセリエB（2部リーグ）に属している。

## 人物

### 著名な出身者
- ピウス6世 - 18世紀の聖職者、ローマ教皇（在位：1775年 - 1799年）。
- ピウス7世 - 18-19世紀の聖職者、ローマ教皇（在位：1800年 - 1823年）。
- アドネ・ツォーリ(英語版) - イタリアのパルチザン、イタリア元首相。
- ダリオ・アンブロジーニ - 20世紀のオートバイレーサー。
- マルセリーノ・ルッキ - オートバイレーサー。
- ダニエレ・アッリゴーニ - サッカー選手・指導者。
- ニコレッタ・ブラスキ - 女優。
- アレッサンドロ・マエストリ - 野球選手。

### ゆかりの人物
- ピウス8世 - 18-19世紀の聖職者、ローマ教皇（在位：1829年 - 1830年）。チェゼーナ司教を務めた。